# Чарыков (хутор)
Чары́ков — хутор в Советском районе (городском округе) Ставропольского края Российской Федерации. Находился в составе муниципального образования «Сельское поселение Правокумский сельсовет» (упразднено 1 мая 2017 года).

## География
Расстояние до краевого центра: 190 км. Расстояние до районного центра: 27 км.

## Население
| 1925 | 1989 | 2002 | 2010 | 2014 | 2021 |
| ---- | ---- | ---- | ---- | ---- | ---- |
| 186  | ↘52  | ↘37  | ↘22  | ↘20  | ↗23  |

По данным переписи 2002 года, 76 % населения — азербайджанцы.